# Martino da Canale
Martino oder Martin da Canale (auch Martin da Canal) war ein venezianischer Chronist des 13. Jahrhunderts. Das einzige überlieferte Werk, das wohl zwischen 1267 und 1275 entstand, ist als Les Estoires de Venise bekannt.

## Werk und Überlieferung
Über Martino oder Martin da Canale ist, abgesehen von dem von ihm verfassten Werk Les Histoires de Venise fast nichts bekannt. Er lebte im 13. Jahrhundert, beherrschte sowohl Venezianisch als auch Französisch und Latein. Er war möglicherweise Schreiber an der Dogana da mar, der Hauptzollstelle für die Waren, die von der Adria her Venedig erreichten. Emmanuele Cicogna nimmt im Vorwort der Ausgabe von 1845 an, dass Martino kein Venezianer gewesen sei, sondern ein langjährig in der Stadt lebender Ausländer, da er von Venedig immer in der dritten Person schreibe, sich unvenezianisch ausdrücke und der Vorname Martino in der Familie da Canal nicht vorkomme. Dort sei der Name Marino gebräuchlich gewesen. Außerdem habe die Selbstbezeichnung als „maitre“ nicht der üblichen Bezeichnung im Adel der Stadt entsprochen.
Sich selbst bezeichnet da Canale in seinem Werk tatsächlich als „maitre“, doch teilt er nicht mit „Meister“ welchen Gewerbes er war. Möglicherweise ist sein Hinweis, er habe Dokumente der besagten Zollstelle genutzt, ein Hinweis auf eine dortige Tätigkeit, doch ist dies nicht gesichert. Den Angaben da Canales zufolge entstand sein Werk zwischen 1267 und September 1275, der Kern wohl zwischen 1267 und Mai 1268. Dazu übersetzte er aus den offiziellen Geschichtswerken, die, wie er selbst schreibt, in Latein verfasst waren, ins Französische. Unter diesen Werken war sicherlich das Chronicon Altinate, worauf die Übereinstimmung in verschiedener Hinsicht weist, wie etwa die Kargheit der Darstellung vor Ordelaffo Falier, die trojanische Abstammung der Venezianer oder die angebliche Invasion durch Pippin, den Sohn Karls des Großen, oder die Verwechslung der Dogen Pietro Tradonico und Pietro Tribuno. Doch bedauerte schon Gina Fasoli, dass niemals eine Konkordanz erstellt worden war. Für seine Geschichten von Venedig nutzte er zahlreiche amtliche Quellen, aber auch die Gesta Innocentii III, vielleicht Robert de Clari. Zwei der lateinischen Dokumente, aus denen Canal zitierte, gibt er vollständig wieder, nämlich das Privileg, das die Venezianer 1125 in Jerusalem erhielten, und die Partitio Romaniae von 1204 – allerdings könnte es sich bei letzterem auch um eine spätere Einfügung handeln. Da Canale ist der erste bekannte Autor, der die Gründung Venedigs auf das Jahr 421 datiert.
Martino da Canale verfasste sein Geschichtsbuch in französischer Sprache. Wie er in seiner Einleitung schreibt, hat er diese Sprache wegen ihrer ästhetischen Qualität und ihrer internationalen Geltung gewählt. Er hielt Französisch für besonders geeignet, die Kenntnisse über Venedig in allen für den Handel der Lagunenstadt relevanten Regionen zu verbreiten. Martino da Canale war wohl nie für längere Zeit in Frankreich, und sein Französisch ist stark venezianisch eingefärbt. Man spricht daher auch von „Franco-Veneto“. Diese Mischsprache genoss hohes Prestige, was mit der Übernahme ritterlicher Kultur in Italien in Zusammenhang stand, denn während man bis etwa 1260 die französischen chansons de geste noch abschrieb, wurden solche Epen von etwa 1260 bis 1300 in Franco-Italiano verfasst. Dies hing mit dem Aufstieg des Bürgertums zusammen, das sich auch in Venedig an ritterlichen Formen orientierte. Andererseits könnte die nur geringe Rezeption des Werkes genau auf diese Sprache zurückzuführen sein, die Mitte des 14. Jahrhunderts zu Gunsten des Volgare außer Mode kam. Außerdem wurde sie durch den gewaltigen Erfolg der Chronik des Dogen Andrea Dandolo in den Schatten gestellt, so dass sie in Vergessenheit geriet. Selbst Marco Foscarini erwähnt sie 1732 nicht, der doch ein großer Kenner der Überlieferung war. Stattdessen erscheinen erste Hinweise erst wieder bei Lorenzo Mehus im Jahr 1759, Girolamo Tiraboschi (1806) und Pierre Louis Ginguené (1821).

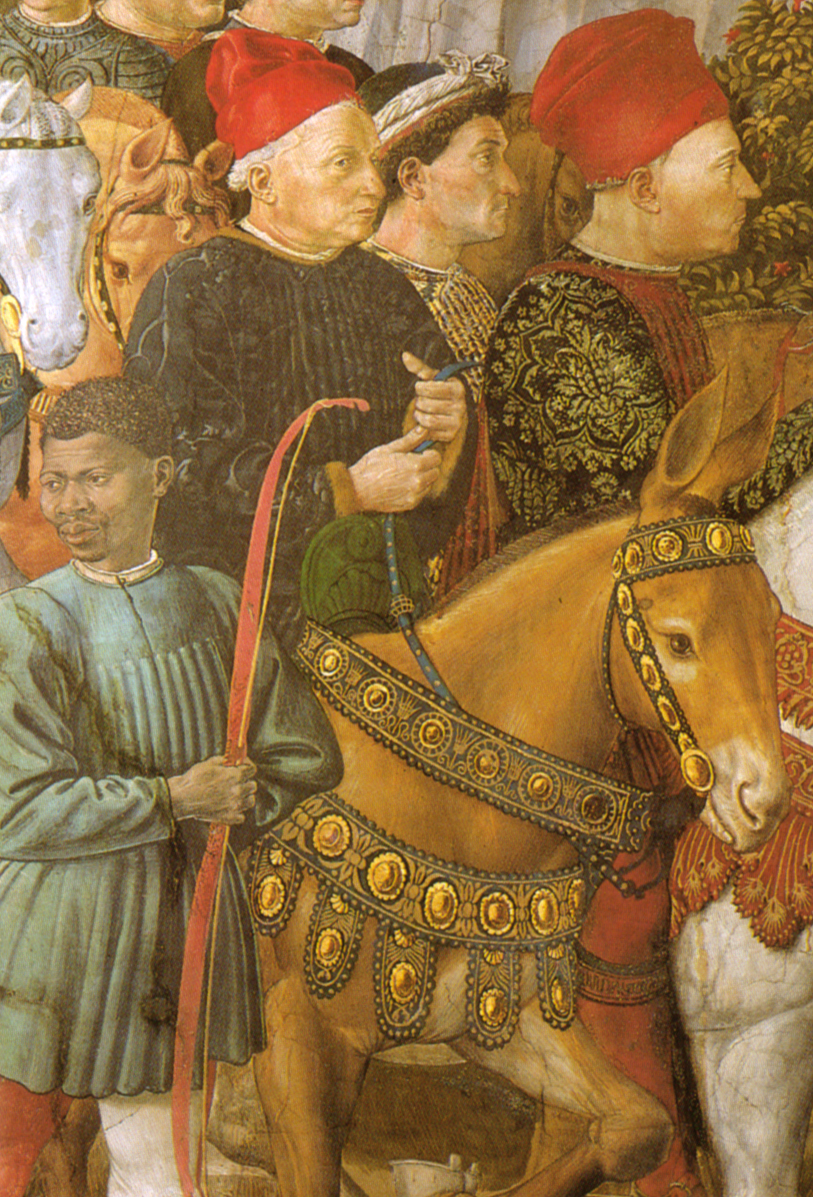
Cosimo de’ Medici im Palazzo Medici Riccardi, Detail eines Freskos von Benozzo Gozzoli in der Cappella dei Magi

Wo Martinos Werk in den folgenden Jahrhunderten verblieb, ist unklar. Erst zwischen 1756 und 1758 tauchte es in der Sammlung des Marchese Riccardi in Florenz auf. Dort hatten 1659 Gabriello und Francesco Riccardi den Medici einen Palast abgekauft (daher Palazzo Medici Riccardi), um einen Platz für ihre Kunst- und Büchersammlung zu besitzen. Die Sammler Riccardo Romolo und Francesco Riccardi bauten die Kollektion im 17. Jahrhundert wesentlich aus. Ab 1737 machte die Familie die Bestände öffentlich zugänglich. 1813 kaufte die Stadt die Bibliothek, 1815 der Staat.
Vier Schreiber haben an dem Text gearbeitet, wobei drei offenbar aus einer Schreibschule, möglicherweise der Kanzlei des Dogen stammten. Bis auf den ersten Teil könnten sie Abschriften eines Autographs da Canales sein, oder sie sind direkt unter seiner Aufsicht entstanden. Gina Fasoli nahm an, dass es sich bei dem Manuskript in der Riccardiana um eine Abschrift aus dem 14. Jahrhundert handelte, und dass das Original in Venedig verblieben sei. Alberto Limentani nahm eine Abfassungszeit um 1300 an. Schon Henry Simonsfeld glaubte anhand der vielen Lücken erkennen zu können, dass es sich nicht um ein Autograph handeln könne, während Limentani daraus im Gegenteil schloss, dass der Verfasser noch Raum für Ergänzungen lassen wollte. Antonio Carile glaubte, wie Fasoli, dass das Florentiner Exemplar eine Abschrift sei.
Seine Chronik ist von späteren venezianischen Geschichtsschreibern als Quelle benutzt worden. Das Manuskript liegt in der Biblioteca Riccardiana in Florenz (Ricc. 1919).
Die erste Edition erfolgte, nach Vorarbeiten ab 1841, im Jahr 1845 durch Filippo Luigi Polidori im Archivio Storico Italiano unter dem Titel La cronaca dei Veneziani del Maestro Martino. Martino selbst schreibt gelegentlich von Estoires de Venise. Diese Bezeichnung des Werks übernahm Alberto Limentani als Titel der Edition von 1972.

## Rezeption
Das Werk da Canales bietet Details zu zahllosen Fragestellungen, die aus romanistischer und linguistischer, vor allem aber aus historischer Perspektive herangetragen wurden. Dabei standen zunächst Fragen der politischen Geschichte im Vordergrund, insbesondere die den Vierten Kreuzzug und die Kämpfe zwischen Venedig und Genua um die Mitte des 13. Jahrhunderts betreffenden. Dabei hat da Canales Darstellung der Venezianer als dem Papst gegenüber loyal und ihre Uneigennützigkeit nicht nur in Venedig dankbare Aufnahme gefunden – schon die Chronik des Dogen Andrea Dandolo argumentierte ähnlich –, sondern sie hat auch stark zum Mythos Venedig beigetragen. Entsprechend den Veränderungen der Geschichtswissenschaften und ihrer Fragestellungen bot sich die Chronik aber auch gleichsam als Steinbruch an, um etwa kultur- oder sozialgeschichtliche Fragestellungen zu bearbeiten, die da Canale nur am Rande erwähnt. So konnte Antonio Carile zeigen, dass mit den Estoires de Venise der Gründungsmythos und die Legenden um die Translation des Heiligen Markus ausformuliert wurden.
Im Jahr der ersten Edition erschien ein knapper Artikel von Angelo Zon im Archivio Storico Italiano.
In den 1960er Jahren publizierte Alberto Limentani, der da Canales Werk 1972 ediert hatte, mehrere Untersuchungen, die sich zunächst um den Schreibstil da Canales drehten, dann um seine Deutung des Vierten Kreuzzugs, um Hinweise auf die Seefahrt, und schließlich 1976 um „Annäherungen“ an seine Biographie.
2006 befasste sich Maria Luisa Meneghetti mit der venezianischen Kultur des 13. Jahrhunderts.

## Editionen
- Textedition, hrsg. v. Francesca Gambino im Repertorio Informatizzato Antica Letteratura Franco-Italiana (RIALFrI).
- Alberto Limentani (Hrsg.): Martin da Canal, Les estoires de Venise: cronaca veneziana in lingua francese dalle origini al 1275. Olschki, Florenz 1972. (Fondazione Giorgio Cini. Civiltà veneziana. Fonti e testi. Serie III. 3).
- Filippo Luigi Polidori (Hrsg.): La cronique des Véniciens. Cronaca veneta, de maistre Martin da Canal, dall’origine della città sino all’anno 1275, tratte da un codice della Biblioteca Riccardiana (mit italienischer Übersetzung von Giovanni Galvani), in: Archivio Storico Italiano 8 (1845) 229–800 (Discorso del Tradutore, S. 229–251; Osservazioni sulla … dal nobile Angelo Zon, S. 252–256; Estratti dall’opera ms. in lingua latina del cronista Marco, S. 257–260; La chronique des Veniciens de Maistre Martin Da Canal, S. 268–707 (Digitalisat, S. 268 f.); Annotazioni alla cronica del Canale, S. 709–766; Appendice, S. 767–783; Tavola alfabetica delle materie, S. 785–798; Indice, S. 799 f.). (Digitalisat)

## Übersetzung
- Laura K. Morreale (Hrsg.): Martin da Canal. Les Estoires de Venise, Padua: UniPress 2009 (englisch).